# Michal Charvát
Michal Charvát (24  dubna 1943 Brno – 10. dubna 2020 tamtéž) byl český vysokoškolský učitel, sportovní sociolog, spoluzakladatel Fakulty sportovních studií MU a v letech 2002 až 2009 její první děkan. 

## Život
Narodil se v dubnu 1943 v Brně. Po maturitní zkoušce absolvoval studium oborů tělovýchovné učitelství a učitelství přírodopisu na Pedagogické fakultě Univerzity Jana Evangelisty Purkyně v Brně. Poté vystudoval sociologii na Filozofické fakultě Masarykovy univerzity. Jako pedagog poté působil na základní škole i střední škole. Později se vrátil na svou alma mater, kde působil od roku 1973 na Katedře tělesné výchovy PF UJEP (později PdF MUNI). V oboru učitelství tělesné výchovy získal v roce 1987 titul kandidáta věd. Později se habilitoval na Fakultě tělesné výchovy a sportu Univerzity Komenského v Bratislavě. V roce 2009 byl jmenován profesorem v oboru sportovní humanistika. 
Na přelomu tisíciletí se zasadil o vznik Fakulty sportovních studií MU, kterou v letech 2002 až 2009 vedl jako její první děkan. V roce 2010 jej ve funkci děkana vystřídal Jiří Nykodým. Po konci ve funkci děkana fakulty se stal proděkanem fakulty pro celoživotní vzdělávání. V rámci své odborné a pedagogické činnosti se zabýval teorií, didaktikou i sociologií sportu, propagací zdravého životního stylu, sportu jako takového a osvětovou činností. Za svou kariéru získal několik různých ocenění, jmenovitě například v roce 2010 Zlatou medaili Masarykovy univerzity nebo také medaili za dlouholetou spolupráci a výzkumnou a pedagogickou činnost Fakulty tělesné výchovy a sportu Univerzity Karlovy. V roce 2015 mu pak byla udělena Cena města Brna za rok 2014.
Zemřel v dubnu 2020 po těžké nemoci v Brně.